# Biekscyton
Biekscyton (molekuła ekscytonowa) – kwazicząstka powstała jako stan związany dwóch ekscytonów.
Zachodzi analogia pomiędzy biekscytonem a cząsteczką wodoru (H2). 
Energia biekscytonu jest mniejsza niż suma energii tworzących go ekscytonów, analogicznie jak energia ekscytonu jest mniejsza niż suma energii tworzących go elektronu i dziury. Gęstość stanów biekscytonu w funkcji mocy pobudzającej zmienia się kwadratowo, w przeciwieństwie do ekscytonu gdzie zależność jest liniowa.